# Szent József-székesegyház (Posadas)
A Szent József-székesegyház az Argentínában található Posadas város legfontosabb temploma, a Posadasi egyházmegye központja.

## Története
A posadasi székesegyház története 1615. március 25-éig nyúlik vissza, amikor Roque González de Santa Cruz megalapította a Nuestra Señora de la Anunciación de Itapúa nevű jezsuita redukciót. Ezzel egy időben kezdetleges lakóépületeket emeltek, és megkezdődött a katolikus igehirdetés és hittérítés, ami nem bizonyult egyszerű feladatnak, mert az őslakos indiánok ellenállást tanúsítottak, és támadásokat indítottak a létrejött települések ellen. Évek múltán a redukciót átköltöztették a folyó másik partjára, a mai Encarnación területére. Bár a környék hasonló missziói a 18. század közepén fénykorukat élték, a jezsuiták 1767-es kitiltása hanyatlásnak indította őket.
1867 elején a 24. zászlóalj telepedett le itt, akiknek a káplánja egy kápolnát építtetett Szent József tiszteletére. Ettől kezdve a település a Trincheras de San José nevet vette fel (a trinchera jelentése „lövészárok”). A községi önkormányzat az 1872. október 18-án tartott választások után alakult meg, és egyik első intézkedése az volt, hogy templomot építtessen. 1874 júliusában felhatalmazást kértek Corrientes egyházügyi minisztériumától, a következő hónapban pedig a Juan Irigoyen által bemutatott terveket is elküldték, ezek pedig jóváhagyásra is kerültek. Bár José Motta papot már 1875-ben kinevezték, az építkezés csak 1876 januárjában kezdődött el, immár azon a helyen, ahol a mai templom is áll. Az épülethez tartozó területet (nyugat–keleti irányban 45 vara széles, észak–déli irányban 50 vara hosszú; 1 vara körülbelül 0,84–0,86 méter) augusztusban jelölték ki. A munkák gyorsan folytak, december első vasárnapján már fel is avatták.
Federico Worgt atya 1898-ban kapta meg a templomot, ám neki az volt a javaslata, hogy építsenek egy újat. Juan José Lanusse kormányzó végül 1904-ben adományozott ehhez támogatást, így elkezdődött az építkezés. Az 1810-es májusi forradalom centenáriuma alkalmából egy órát is kaptak, amit a tornyon helyeztek el. A Szent Szív oltárt Lázaro Gibaja adományozta, a szószéket és a boltozat mennyezetét a Núñez y Gibaja nevű cég.
1914-ben küldöttség alakult a városban abból a célból, hogy a gyorsan növekvő lakosságú Posadasban anyatemplomot építsenek. 1934-ben a meglevő templom jelentős átalakításának ötlete vetődött fel: a terveket Alejandro Bustillo készítette el. A munkákat Pablo Stenke plébános indította el, ezek végül 1937-ben fejeződtek be.

## Leírás
A templom Posadas belvárosában, a Július 9. tér északi oldalán található. Homlokzata, amely olasz és francia romantikus hatásokat mutat, viszonylag egyszerű díszítésű. Különböző méretű nyílászárói magasak, keskenyek és félkörívben végződnek. A két torony tetején vasból készült keresztek láthatók. Az épület elrendezése bazilikális, egy fő- és két mellékhajója van.
Bár régebben fából készült főoltára és szószéke is díszes volt, többek között szentek figurái, domborművek, gyertyatartók és üvegvázák is tartoztak hozzájuk, de 1964-ben ezeket eltávolították, azóta pedig mai egyszerű formáját mutatja az épületbelső is.

## Képek

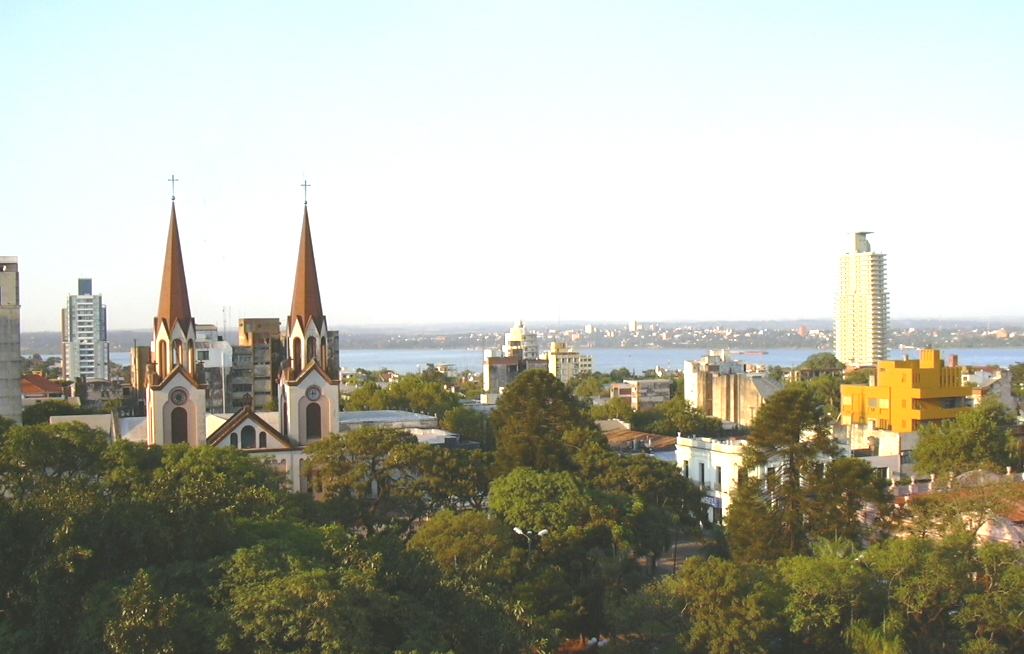
A templom és környezete
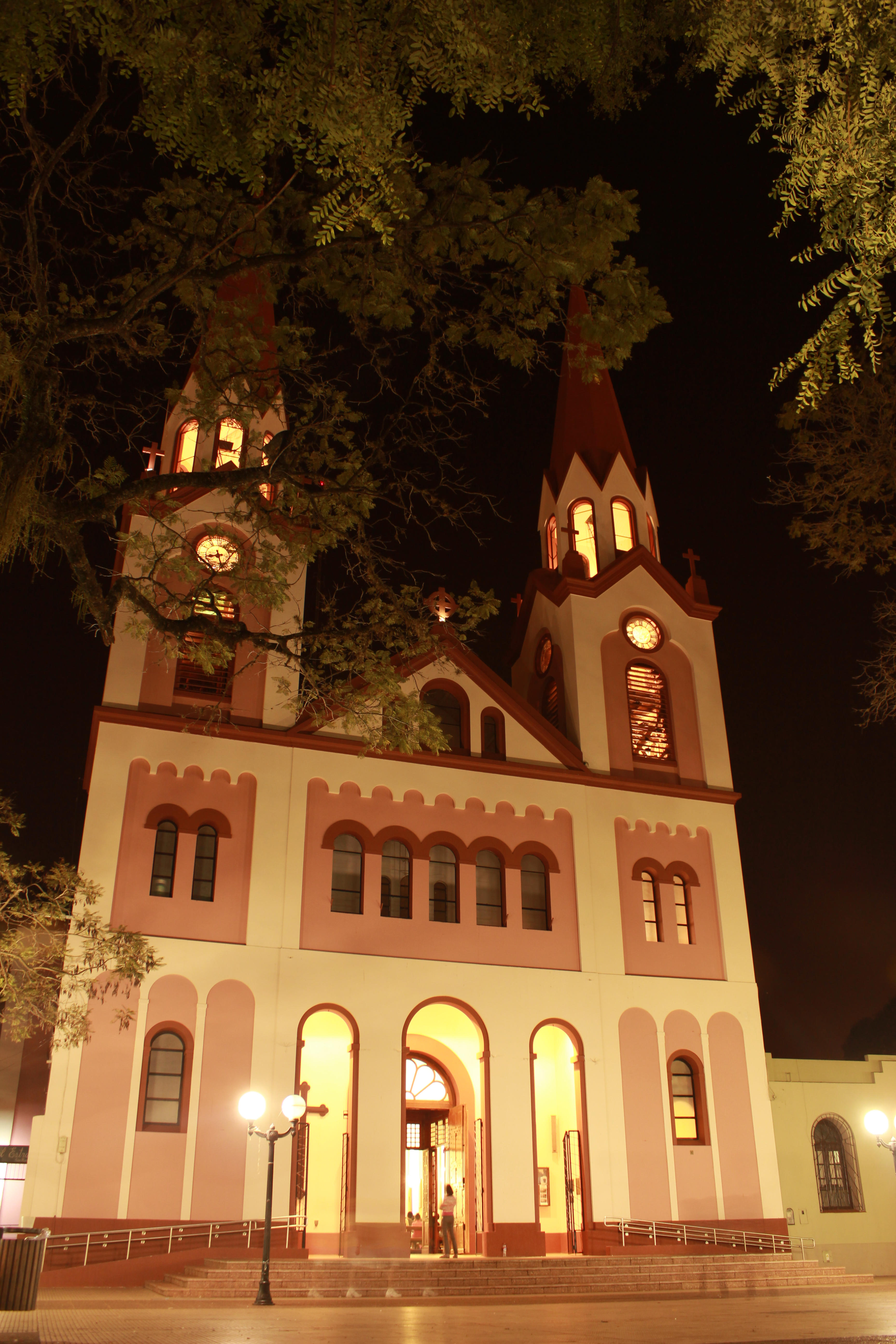
Éjjel, kivilágítva
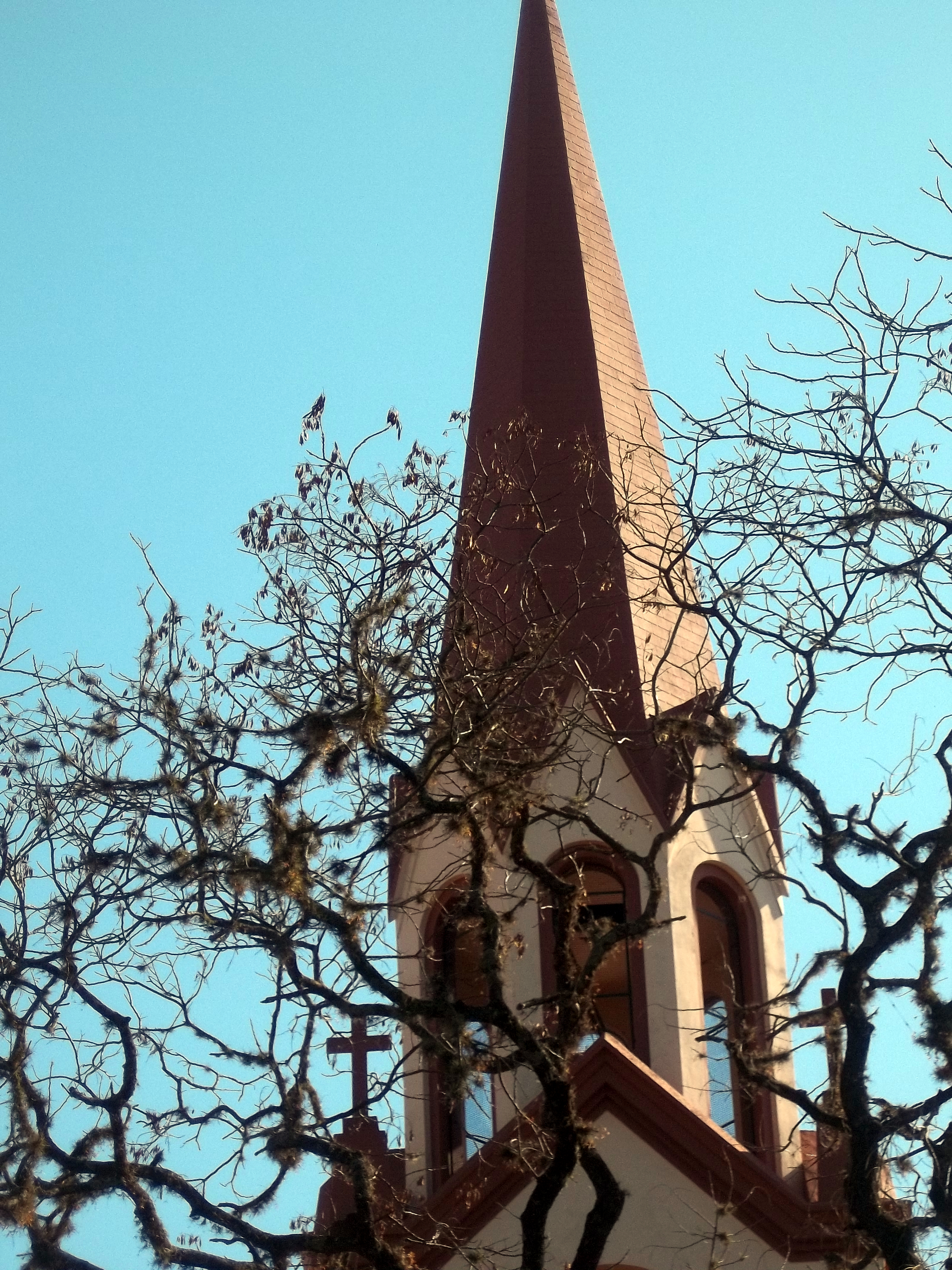
A torony
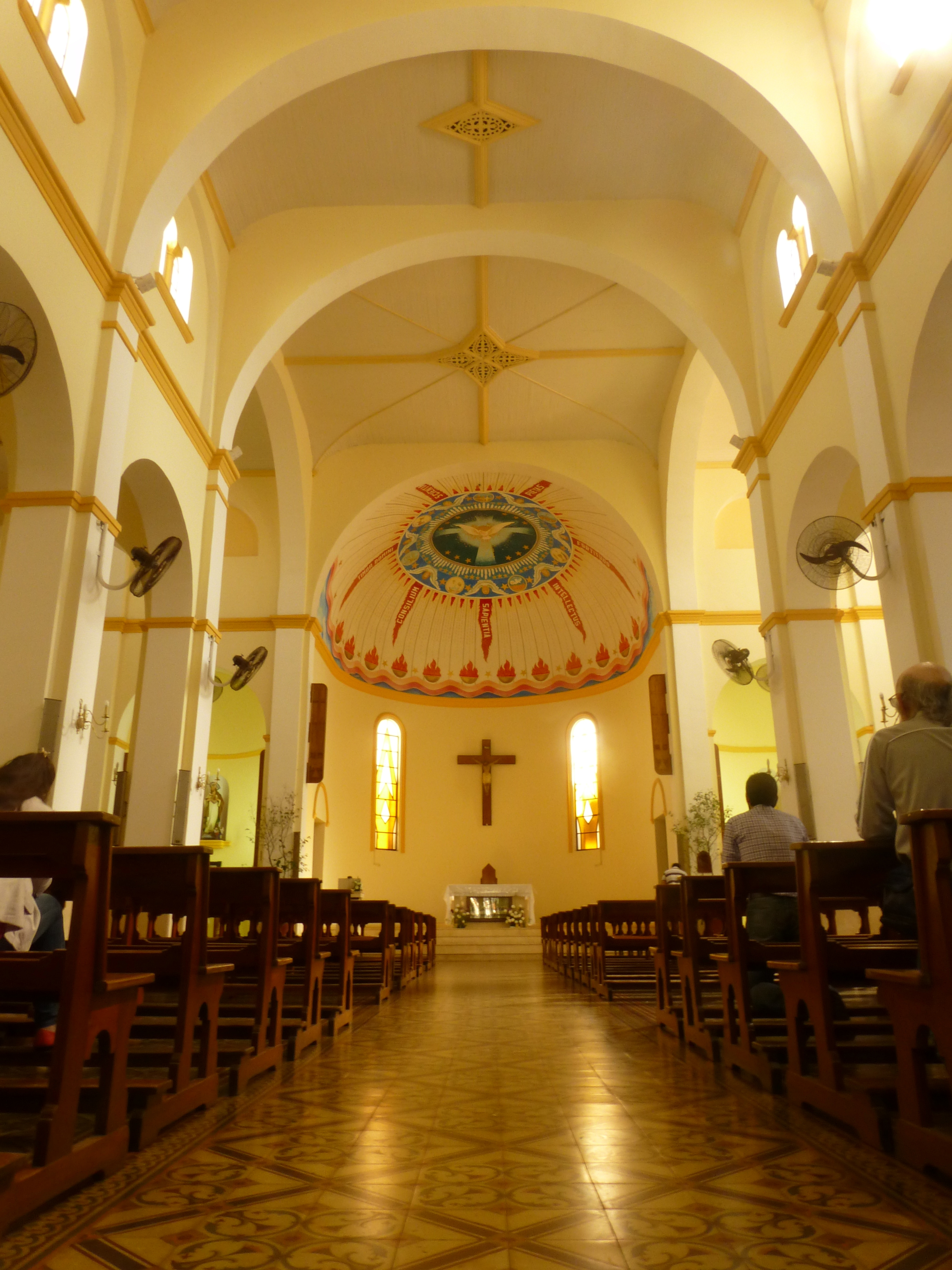
Belső